# NGC 2441
NGC 2441 je galaksija u zviježđu Žirafi.

## Vanjske poveznice
- SEDS: NGC 2441